# Green Valley (Diskothek)
Green Valley ist eine Großraum-Diskothek im brasilianischen Camboriú/Santa Catarina.
2007 wurde auf einem ehemaligen Flugplatz ein Open-Air-Rave mit DJ Carl Cox und 3000 Besuchern abgehalten. Einen Kontrast bildete der Zeltdach-überspannte Dancefloor mit der dschungelartigen Umgebung. Die Location wurde im Lauf der Jahre ausgebaut und vergrößert. Lokale wie internationale DJs der Elektronischen Tanzmusik werden gebucht, insgesamt hat man nur ein- oder zweimal im Monat geöffnet. Neben dem Hauptareal gibt es noch weitere, kleinere Clubs auf dem Gelände.
Die Leser des britischen DJ Magazine wählten das Green Valley in den Jahren 2013, 2015, 2018, 2019 und 2020 zum besten Club der Welt.